# Alzek Misheff
Alzek Misheff (Dupnica, 8 ottobre 1940) è un pittore e musicista bulgaro naturalizzato italiano.

## Biografia
Laureatosi in pittura nel 1966 a Sofia presso l'Accademia di Belle Arti (Национална художествена академия), nel 1971 Misheff fugge dal paese natio ed arriva a piedi in Italia, abitando e lavorando a Milano.
Negli anni Settanta realizza piscine all’interno di gallerie d’arte, teatri (Pierlombardo, Milano) e piazze (a Pavia e Ferrara), all’interno delle quali nuota.
Nel libro "Europa-America - The different avant-gardes" edito da Franco Maria Ricci nel 1976, Achille Bonito Oliva lo inserisce tra i trenta artisti più rappresentativi d'Europa.
Tra le sue performance più significative spicca "Musica del cielo", concerto-installazione del 1979 nella Piazza del Duomo di Milano. Replica la performance nello stesso anno anche al Mills College di San Francisco e all'Università della California, Irvine (nei pressi di Los Angeles).
Misheff è conosciuto nell'ambiente artistico internazionale per il progetto "Swimming Across The Atlantic", eseguito nella piscina del transatlantico Queen Elizabeth 2 nel 1982, in viaggio sulla rotta tra Londra e New York.
Nel 1984 torna alla pittura realizzando «500 giovani volti», dipinti su carta e poi affissi contemporaneamente in cinque grandi città italiane e successivamente anche a Grenoble nel 1985. Ogni ritratto, eseguito a mano, misura 2x2 metri e viene posto su cartelloni pubblicitari, creando una rete sociale di volti, anticipando di venticinque anni i social media come Facebook.
Alzek Misheff espone alla Biennale di Venezia del 2000, dove realizza "Proliferante verità del sentimento": immerso in un cilindro trasparente pieno d'acqua ha suonato con il Buchla Lightning II (un controller ad infrarossi) e dirige il quintetto The Swimmers.
Nel maggio del 2005 al PAC di Milano realizza il «Concerto per violino Stradivari, pianoforte Disklavier e quartetto di violini telefonini» con il violinista Eugene Sarbu, premio Paganini.
Viene invitato alla Biennale di Venezia del 2007, dove realizza "Chalk portrait music of Joseph Beuys" e il 16 settembre dello stesso anno il concerto di chiusura "Harmonia mundi per Joseph Beuys" con "Orchestra italiana di flauti".
Artista poliedrico, rappresentativo di un periodo di trasformazioni artistiche del secondo dopoguerra, anche per la sua peculiare carriera personale Misheff è considerato un importante riferimento culturale nella sua patria, la Bulgaria.
Per la settecentesca Sala del Consiglio di Acqui Terme, nel 2013 realizza «Orchestra sinfonica II», opera di 9x3 metri, e due anni più tardi dipinge, con le stesse dimensioni «La festa dell’uva» per la chiesa sconsacrata a Ponti (Alessandria).
Dal 2015 al 2017 lavora contemporaneamente su quattro tele intitolate «Ritratti immaginati di suonatori campestri», sullo sfondo le città di New York, Mosca, Milano e Acqui Terme.
Dal 24 settembre al 21 novembre 2021 la Galleria nazionale bulgara ospita la sua mostra retrospettiva Acqui-Milano-Sofia, con oltre 140 opere esposte in 13 sale. Il progetto vanta il supporto finanziario dell'Istituto Italiano di Cultura a Sofia e la collaborazione della DOMA Art Foundation.

## Opere
- Scuse giustificazioni ed altre storie – A. Misheff, ed. Gamma, Milano,1976
- Le mie bugie – A. Misheff, ed. Dov’è la tigre, Milano, 1979
- La traversata dell’Atlantico a nuoto – A. Misheff, ed. Mazzotta, Milano, 1982
- Dripping from the swimmer – ed. Museo di Pittura e Scultura, Grenoble, 1985
- Pittura amplificata – A. Misheff, ed. Giancarlo Politi, Milano, 1986